# Gonbad-e Qabus
Gonbad-e Qabus (persiska: گنبد قابوس) är ett gravmonument i staden Gonbad-e Kavus, Iran.
Tornet står på en kupolformad, 15 meter hög, kulle i stadens stora park mitt i centrum. Tornet är 53 meter högt(ca 70 meter inklusive grunden och kullen)). Tornet är långtifrån det högsta tegeltornet i världen, däremot är det det högsta tornet som helt byggt i tegel.
Tegelstenstornet är en enorm dekagonal (tiohörnig) byggnad med ett konformat tak, som bildar det gyllene snittet (φ) som är cirka 1,618. Interiören har de tidigaste exemplen på Mugarnas dekorativa stilarter.
Dekagonen har en 3 meter tjock vägg, indelad i 10 sidor och har en diameter på 17 meter. Tornet byggdes på ett sådant vetenskapligt och arkitekturmässigt sätt att står man framför tornet inom en extern cirkel, kan man höra sitt eget eko.
Tornet byggdes år 1006 på order av den Ziyaridiska emiren Shams ol-Ma'āli Qabus ibn Wushmgir (شمس المعالي قابوس بن وشمگير). Det ligger 3 km norr om den forntida staden Jorjan, varifrån den Ziyaridiska dynastin härskade.
En kufisk inskription längst ner i tornet säger på arabiska:
هذا القصر العالي – لامير شمس المعالي – الامير قابوس ابن وشمگير – امر به بنائه في حياته – سنه سبع و تسعين – و ثلثمائه قمريه و سنه خمس و سبعين و ثلثمائه شمسيه
"Detta höga palats för prins Shams ul-Ma'ali, beordrade Emir Qabus ibn Wushmgir att bygga under hans liv, månåret 397 Hegira och solåret 375 Hegira"
Även om inskriptionen inte uttryckligen refererar till ryktet att det byggdes som grav för Ziyaridprinsen, tror man att sultanens kropp placerades i en glaskista som hängde från tornets tak.
Den 30 juni 2012 blev tornet ett världsarv..

## Galleri

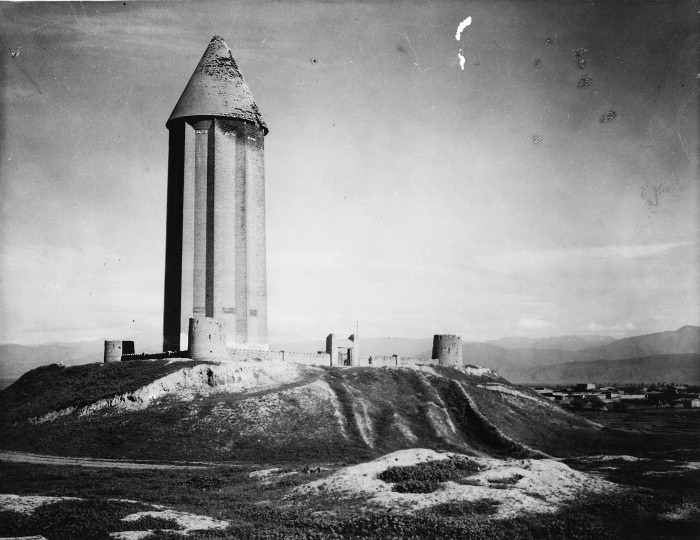
En gammal bild av Gonbad-e Qabus.
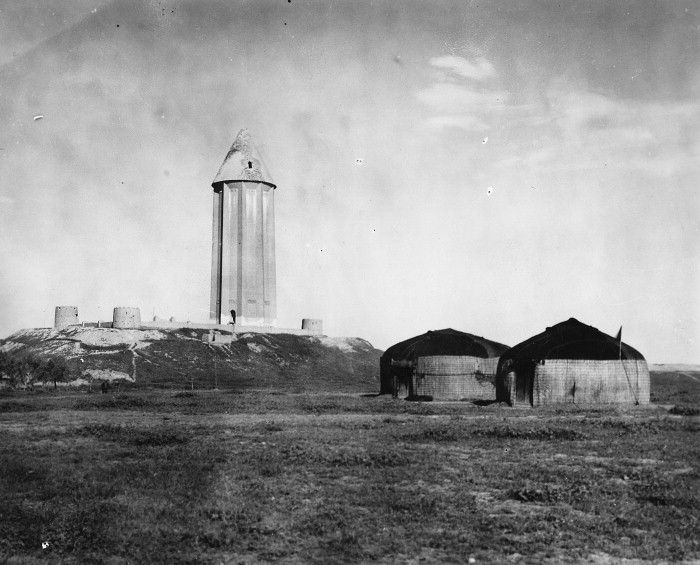
En gammal bild av Gonbad-e Qabus.
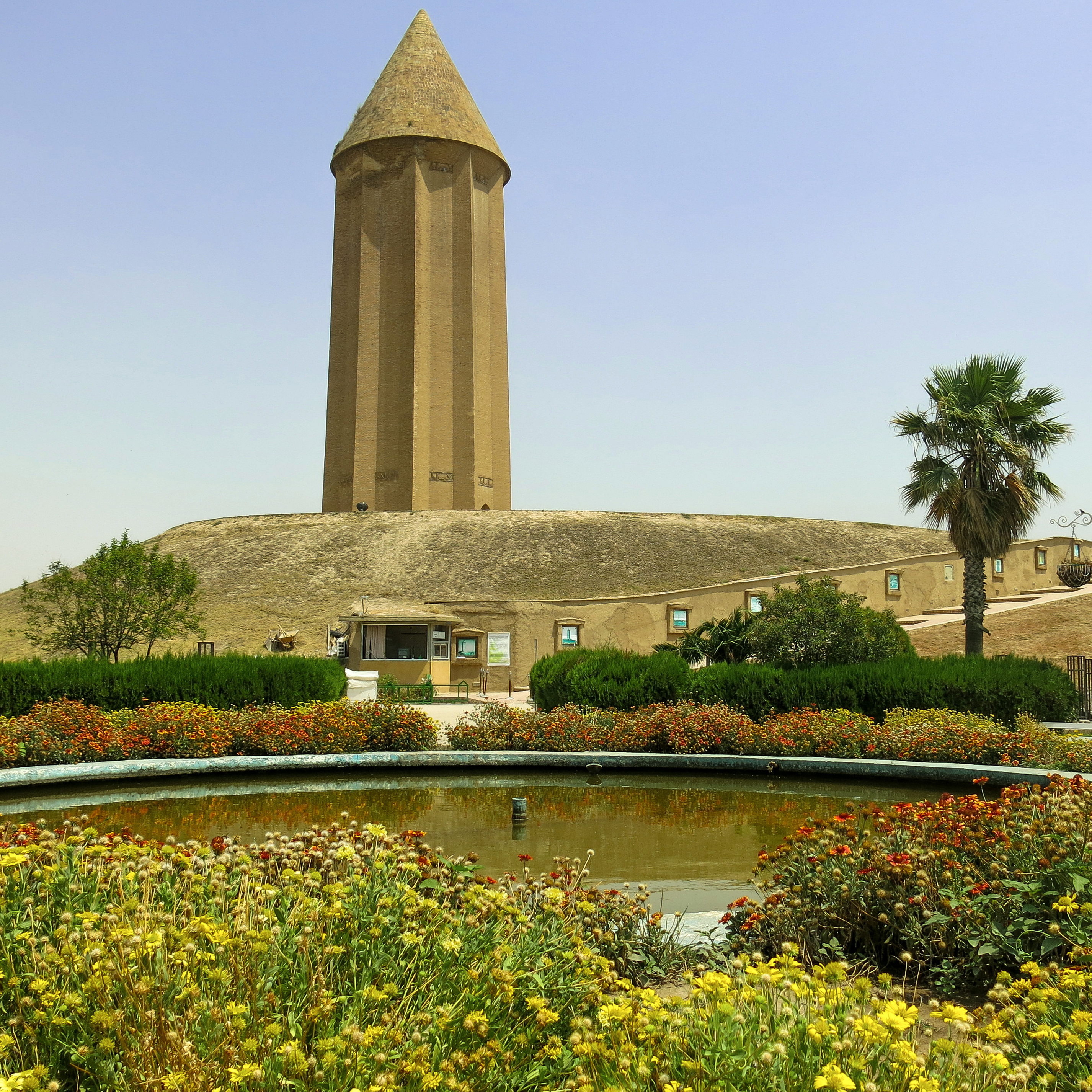
Gonbad-e Qabus i juli 2014.
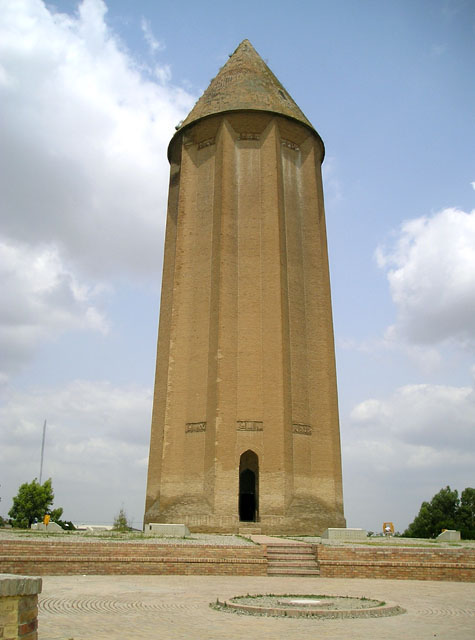
Gonbad-e Qabus i oktober 2014.
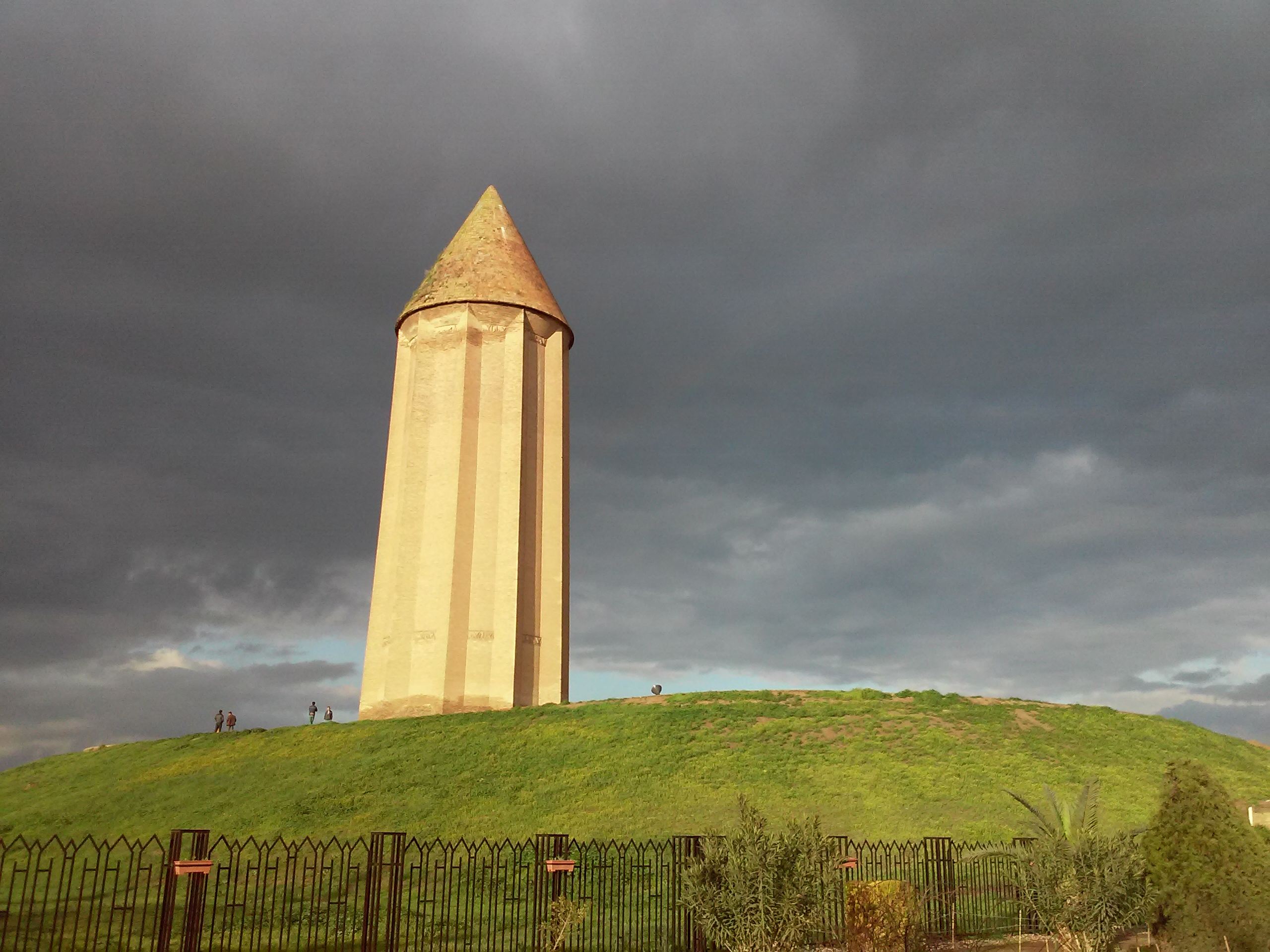
Gonbad-e Qabus i februari 2015.
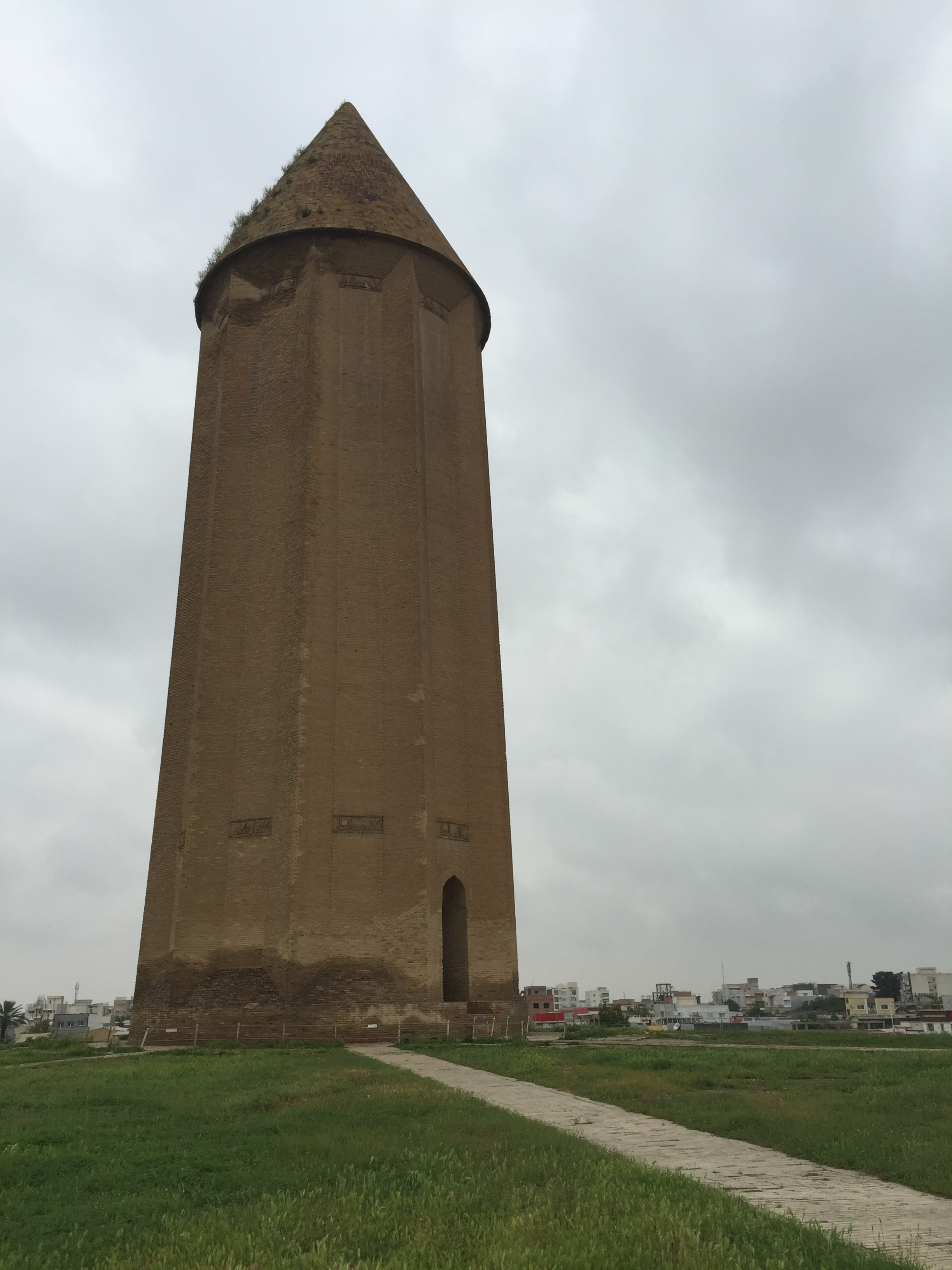
Gonbad-e Qabus i maj 2016.
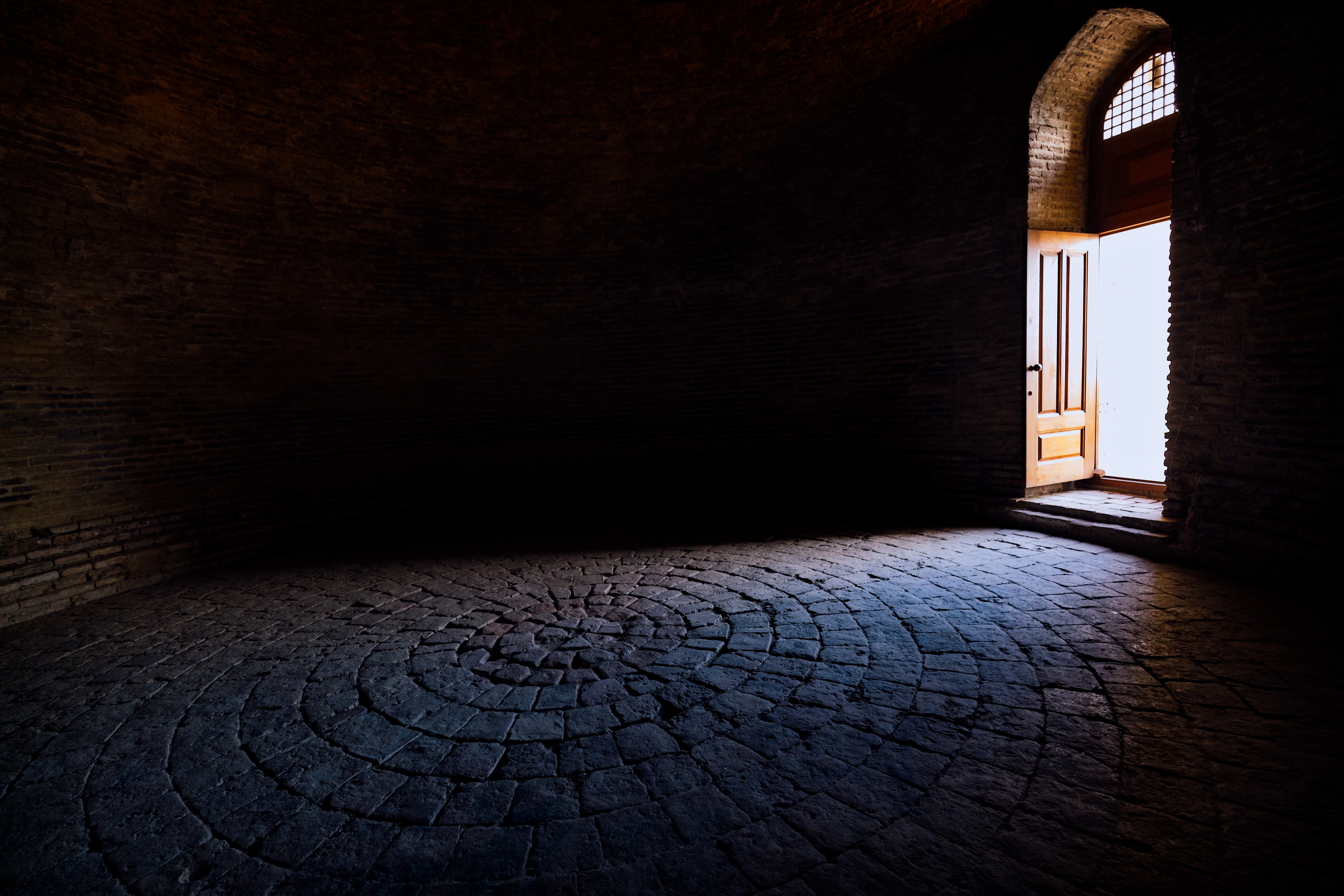
Interiör av Gonbad-e Qabus.